# 티탄 짐
티탄 짐(Titan Gym)은 4,000석 규모의 실내 다목적 경기장으로 캘리포니아주 풀러턴에 있는 캘리포니아 주립 대학교 풀러턴 캠퍼스에 있다.

## 역사 및 개조
타이탄 체육관은 1964년에 지어졌다. 20년 후, 체육관은 1984년 하계 올림픽 을 위한 핸드볼 경기를 주최했다. 로널드 레이건은 1988년 Bush / 퀘일 캠페인을 대표하여 연설했는데, 미국 대통령 으로서 그의 마지막 오렌지 군의 모습이다.
티탄 짐의 마모를 방지하기 위해 많은 개선이 이루어졌다. 참석자를 앉히기 위해 사용되었던 관람석은 등받이 좌석으로 교체되었다. 바닥은 완전히 재설계되고 재포장되었다. 2003년 시즌 이전에 새로운 스코어보드가 공개되었으며 2004년 시즌이 시작되기 전에 추가 발코니 좌석이 추가되었다.
CSUF 선수들을 위해 티탄 짐은 농구와 배구 프로그램을 위한 홈 연습 시설이기도 하다.
2018년 세계배드민턴연맹 투어의 일환인 2018년 US오픈이 체육관에서 열렸다.
향후 개조 계획에는 티탄의 명예의 전당과 사교 행사를 위한 리셉션 공간을 포함하도록 티탄 체육관 입구 확장이 포함되었다.

## 세입자
현재 대학간 남자농구, 여자 농구, 여자배구팀이 티탄 짐을 홈으로 부르고 있다. 남자 농구 팀은 1964년 창단 이래 타이탄 체육관에서 매 시즌 경기를 펼쳤다.

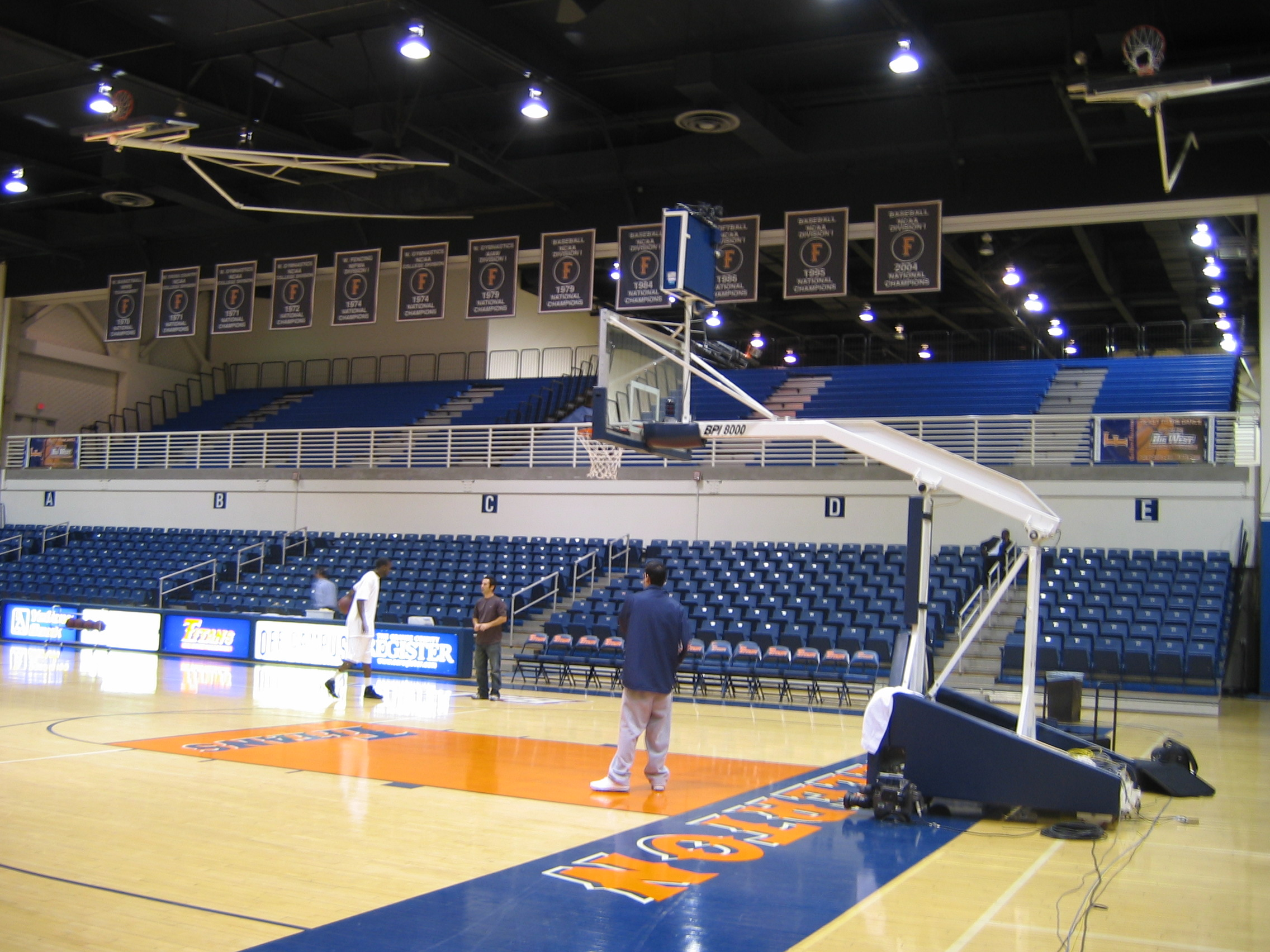
타이탄 체육관 내부
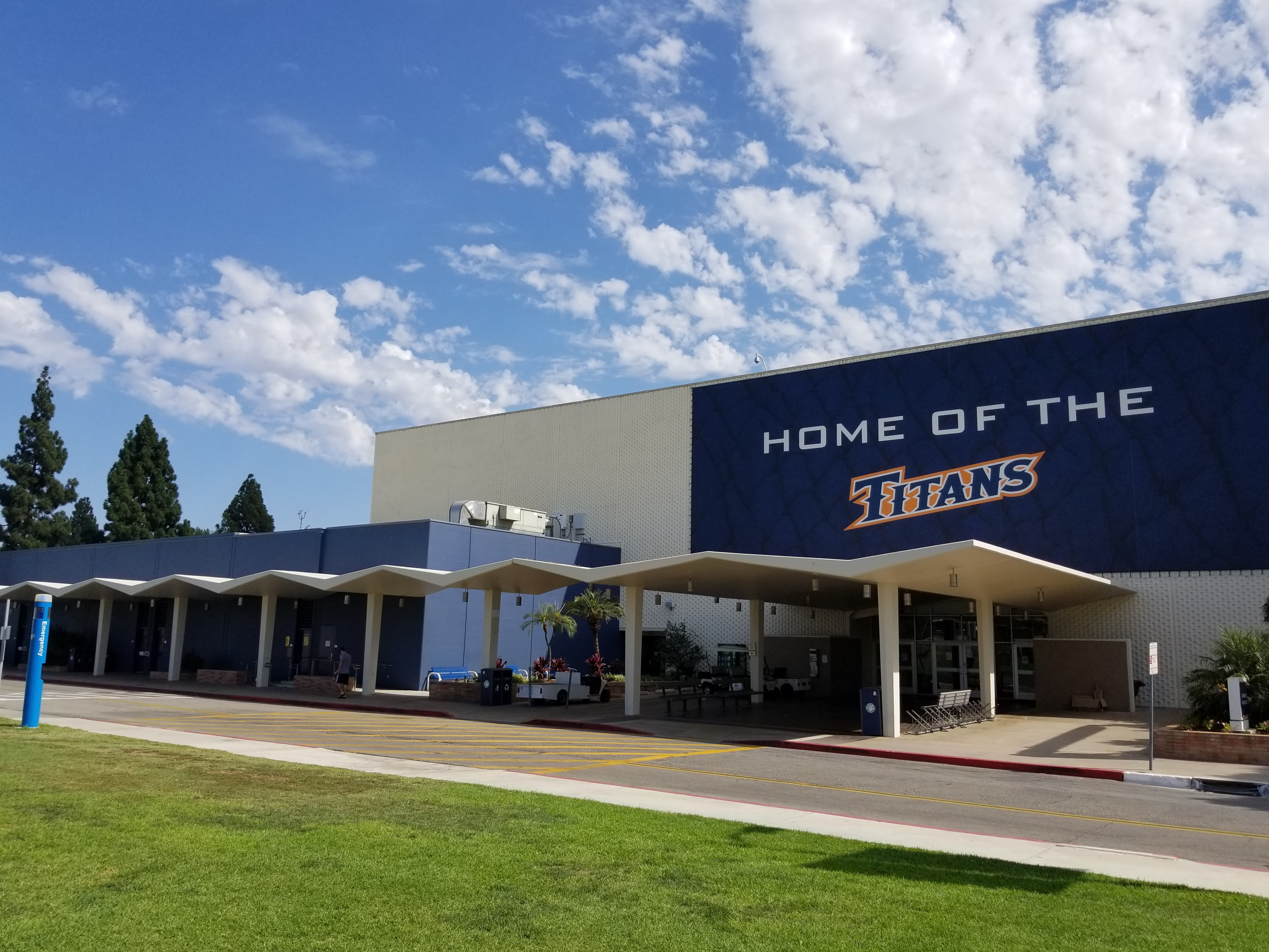
타이탄 체육관
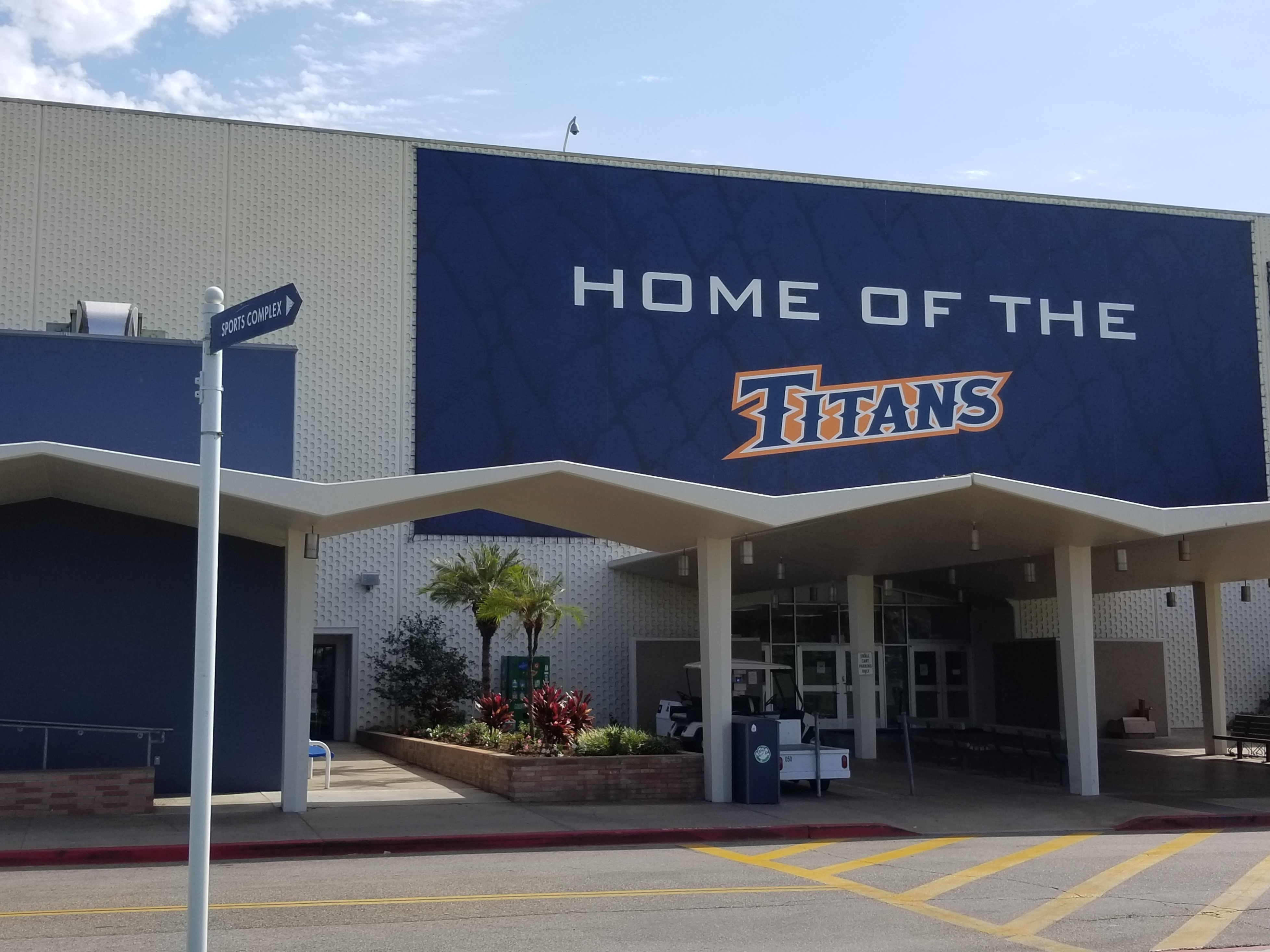
타이탄 체육관 입구
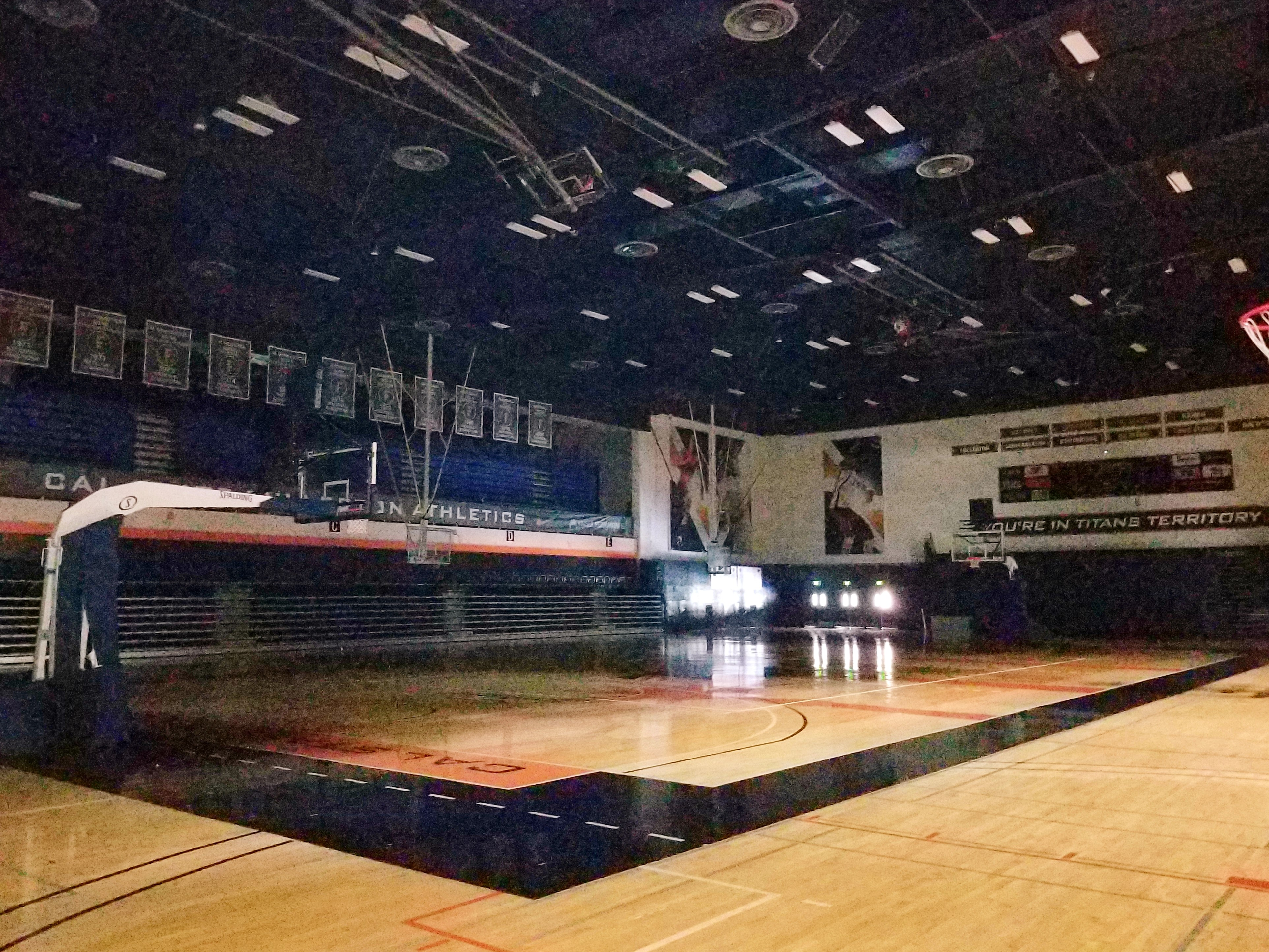
타이탄 체육관 코트

## 같이 보기
- NCAA Division I 농구 경기장 목록